# 담양고등학교
담양고등학교(潭陽高等學校)는 대한민국 전라남도 담양군 담양읍 천변리에 있는 공립 고등학교이다.

## 학교 연혁
- 1968년 3월 13일 : 담양여자종합고등학교 개교
- 1973년 9월 28일 : 담양여자고등학교로 교명 변경->담양추성고등학교('93)개편
- 1980년 3월 1일 : 담양고등학교 개교->담양종합고등학교('92)->담양실업고등학교('93)개편
- 1997년 9월 1일 : 담양실업고와 담양추성고 통합, 담양종합고등학교로 개편 (보통과 17학급, 실과 11학급)
- 1999년 3월 1일 : 담양고등학교로 교명 변경(신입생 보통과 5학급 모집)
- 2014년 3월 3일 : 담양고등학교(신입생 보통과 4학급, 특수 2학급 모집)
- 2023년 1월 2일 : 제53회 졸업생 91명 졸업(총 졸업생수 14,905명)
- 2023년 3월 1일 : 제25대 김송철 교장 부임
- 2024년 3월 4일 : 신입생 입학(99명)

## 참고 자료
- 담양고등학교 - 한국교육학술정보원 학교알리미